# Hans Carl Graf von Hardenberg

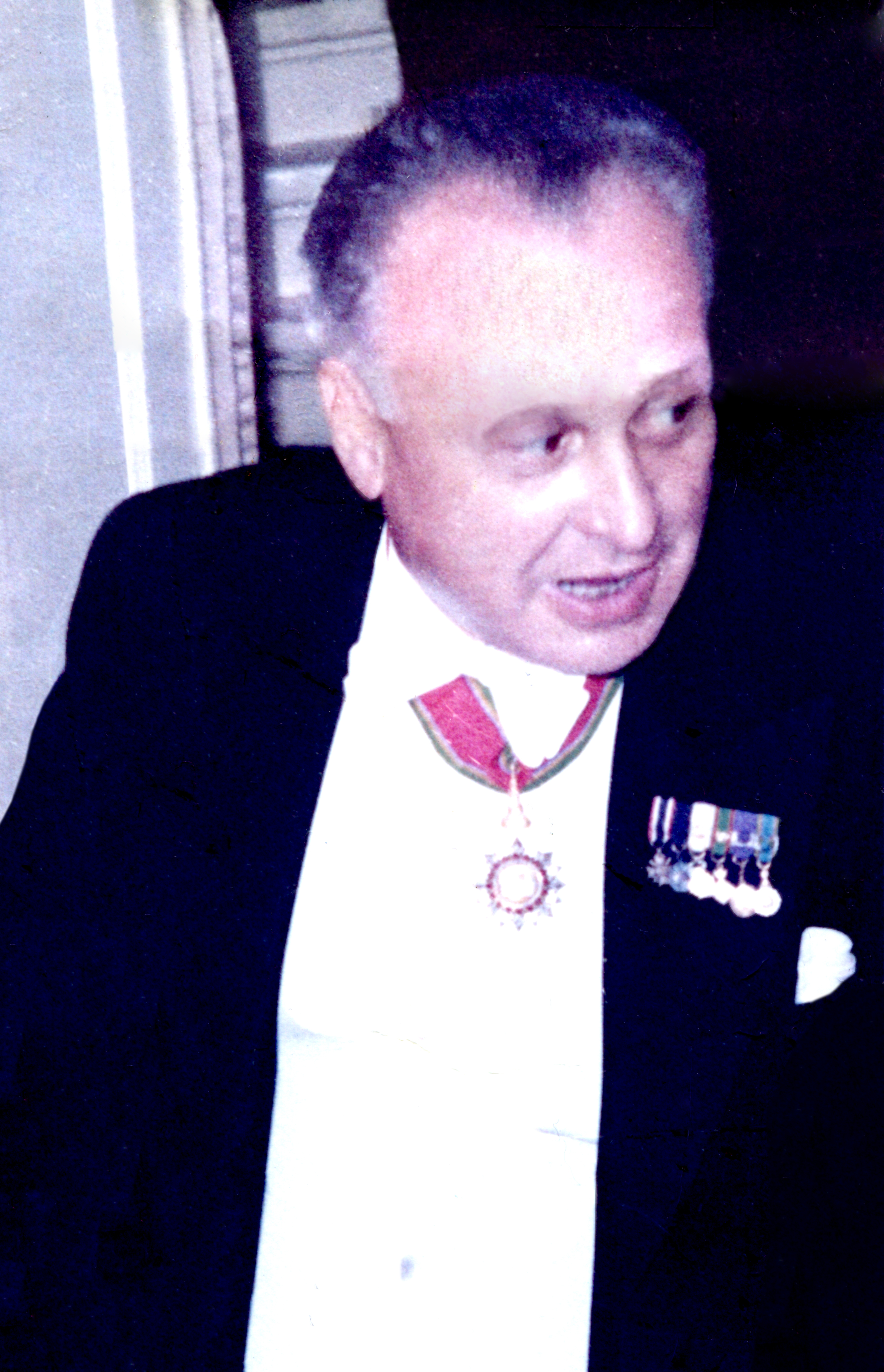
Hans Carl Graf von Hardenberg

Hans Carl Graf von Hardenberg (* 11. Dezember 1909 in Hannover; † 19. Januar 1996 in München) war ein deutscher Diplomat.

## Leben
Seine Eltern waren Alice von Campe (* 19. Dezember 1888 in Hannover; † 25. April 1979 in Telgte) und Hans Graf von Hardenberg (* 13. April 1875 auf dem Hardenberg; † 15. Oktober 1943 Hannover). Mit seinen Eltern war er Mitglied der Deutschen Adelsgenossenschaft.
Von Hardenberg besuchte die Klosterschule Roßleben bei Artern. Er studierte Rechtswissenschaft in Lausanne, Washington (Georgetown) und Göttingen. 1936 legte er die zweite juristische Staatsprüfung ab, 1937 wurde er SA-Rottenführer. Am 15. Juni 1937 beantragte er die Aufnahme in die NSDAP und wurde rückwirkend zum 1. Mai desselben Jahres aufgenommen (Mitgliedsnummer 4.377.463). Von 1938 bis 1942 wurde er als Regierungsrat in der Handelspolitischen Abteilung des Reichswirtschaftsministeriums beschäftigt.
1943 wurde er zur Wehrmacht eingezogen und 1945 von der Roten Armee gefangen genommen. Aus der sowjetischen Kriegsgefangenschaft kehrte von Hardenberg 1953 zurück. Von 1953 bis 1957 leitete er ein Referat in der Abteilung Handelspolitik des Auswärtigen Amtes der Bundesrepublik Deutschland. Ab 1962 war von Hardenberg Konsul in Genf und wurde später zum Ministerialdirigenten und Ständigen Vertreter Deutschlands bei den Vereinten Nationen in Genf befördert. 1968 bis 1973 war er im Range eines Botschafters Ständiger Vertreter Deutschlands bei der OECD in Paris.
Von Hardenberg war mit Martha-Elisabeth Willmer (* 28. Januar 1910 in Hannover; † 6. September 2001 in München) verheiratet. Der Ehe entsprangen die Kinder:
- Gustava-Alice Gräfin von Hardenberg (* 25. Mai 1937 in Meran), verheiratet mit Bars Bastian Graf Wallwitz (* 25. Januar 1929 in Nieder-Gurig; † 11. September 2005 in Untermberg)[5]
- Carl-Willmer Graf von Hardenberg (* 10. Januar 1939 in Berlin; † 17. April 2023 in Schönwolde)[6]

## Auszeichnungen
- 1944: Verwundeten-Abzeichen in Schwarz
- 1944: Kriegsverdienstkreuz 2. Klasse mit Schwertern
- 1959: Komturkreuz des Ordens Isabel la Católica (Spanien)
- 1959: Komturkreuz des Verdienstordens der italienischen Republik
- 1960: Komturkreuz des Ordens vom Weißen Elefanten, Thailand
- 1964: Komturkreuz des Ordens de Mayo al Mérito von Argentinien
- 1964: Großes Silbernes Ehrenzeichen mit dem Stern für Verdienste um die Republik Österreich
- 1966: Großoffizierkreuz des portugiesischen Ordens des Infanten Dom Henrique
- 1969: Komturkreuz des Verdienstorden der Republik Peru
- 1969: Großes Verdienstkreuz des Verdienstordens der Bundesrepublik Deutschland